# Émile Jacqmain
Pour les articles homonymes, voir Jacqmain.
Émile Jacqmain, né le 21 septembre 1860 à Jumet et mort à Bruxelles le 5 novembre 1932, est un avocat et homme politique libéral belge. Il est notamment échevin de l'Instruction publique à Bruxelles. 

## Biographie
Émile Aimé Jacqmain, né le 21 septembre 1860 à Jumet près de Charleroi, est le fils d'Émile Jacqmain, notaire à Jumet, et de Mathilde Bouquiaux. Il est orphelin à sa naissance, son père étant décédé quelques mois plus tôt. La famille Jacqmain déménage ensuite à Ixelles. Le 3 juin 1884, il épouse à Bruxelles Léona Brouwet, fille du notaire Léon Brouwet.
Il fait des études de droit à l'Université de Bruxelles. Ayant obtenu son diplôme de docteur en droit, il s'inscrit au barreau de Bruxelles comme avocat auprès de la Cour d'appel.
Il se lance en politique et est élu conseiller provincial du Brabant en 1899 et conseiller communal de Bruxelles en 1907 sur la liste libérale. Il est nommé échevin du Contentieux et de l'Assistance sociale puis, en 1909, de l'Instruction publique et des Beaux-Arts de Bruxelles en remplacement d'Adolphe Max quand ce dernier est nommé bourgmestre de Bruxelles. De 1909 à 1932, il occupera cet échevinat de manière ininterrompue. À ce poste, il développe l'enseignement à Bruxelles et les œuvres postscolaires. Il réunit notamment toutes les écoles industrielles de Bruxelles en une seule bien équipée : l'Institut des arts et métiers de Bruxelles, Boulevard de l'Abattoir. Il crée également le lycée Émile Jacqmain en mai 1922 qui est appelé à cette époque Athénée pour jeunes filles.
Pendant la Première Guerre mondiale, il s'oppose aux Allemands qui veulent imposer la flamandisation des écoles communales de Bruxelles. Il est arrêté le 17 avril 1917 et déporté en Allemagne où il reste en captivité jusqu'à la fin de la guerre en novembre 1918.

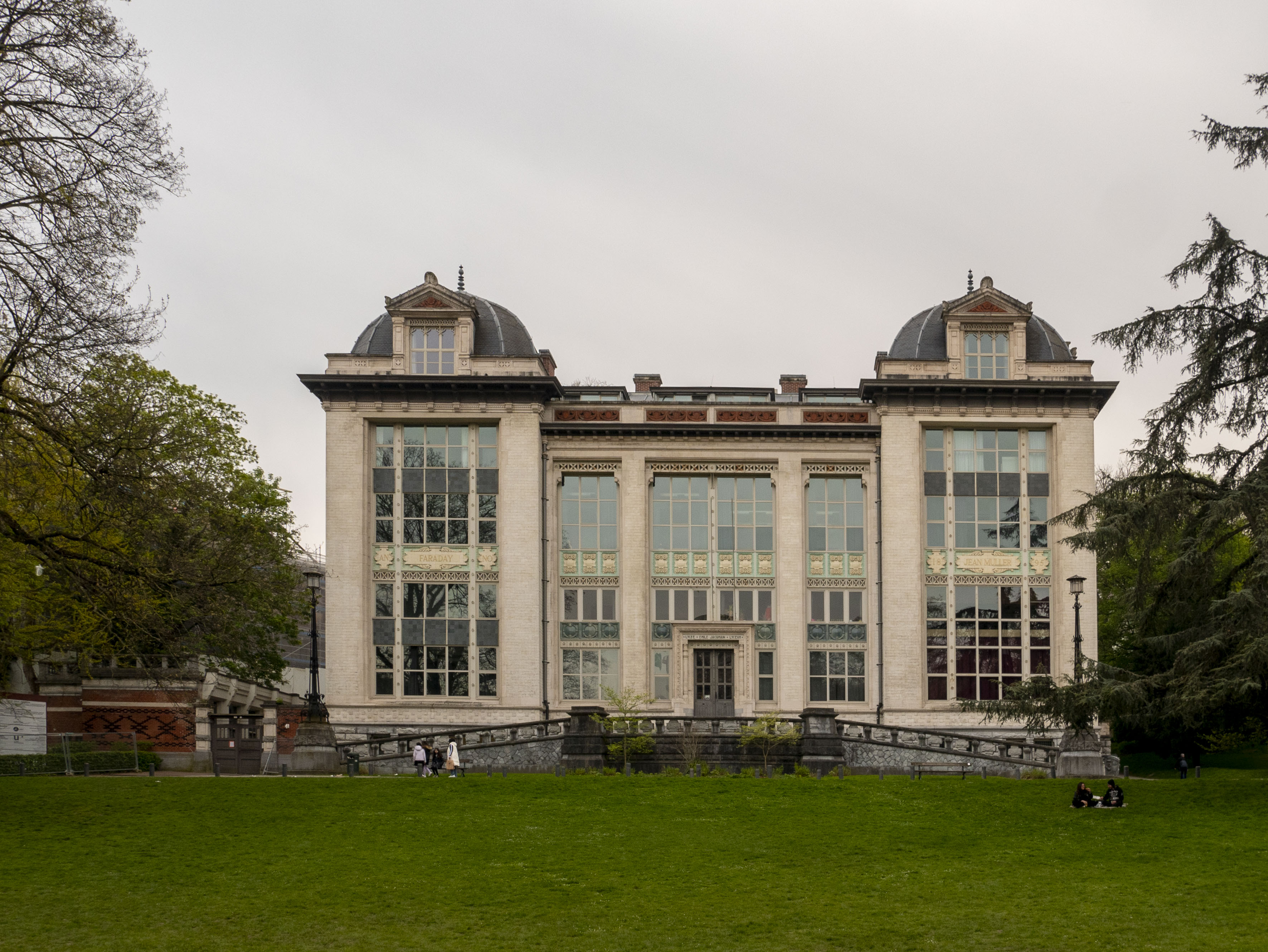
Lycée Émile Jacqmain à Bruxelles.

Il était également président du Comité exécutif de la Foire commerciale de Bruxelles.
Il décède à Bruxelles le 5 novembre 1932 des suites d'une opération chirurgicale et est inhumé au cimetière de Bruxelles.

## Hommages et distinctions
En souvenir de la résistance d'Émile Jacqmain aux Allemands pendant la Première Guerre mondiale, une artère de Bruxelles a reçu en 1919 le nom de « Boulevard Émile Jacqmain » dans le centre de Bruxelles
L'école fondamentale Émile Jacqmain et le Lycée Émile Jacqmain, qu'il a inauguré, ont également été nommés en sa mémoire.
Les distinctions suivantes lui ont notamment été décernées :
- Grand officier de l'ordre de Léopold II (en 1929) ;
- Commandeur de l'ordre de Léopold avec rayures (citation à l'Ordre du jour de la Nation) ;
- Croix civique de première classe ;
- Croix civique de 14-18.